# 李明博竹島上陸

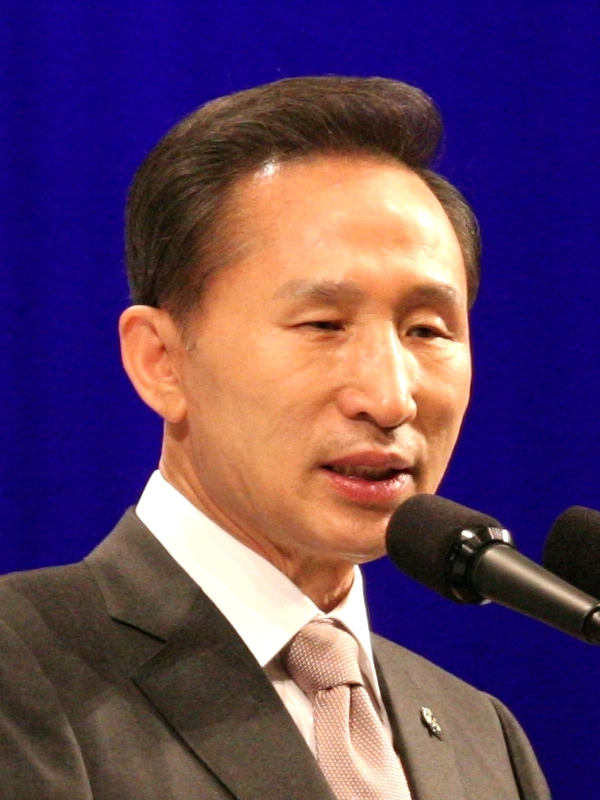
韓国大統領として初めて竹島に上陸した韓国の李明博大統領。

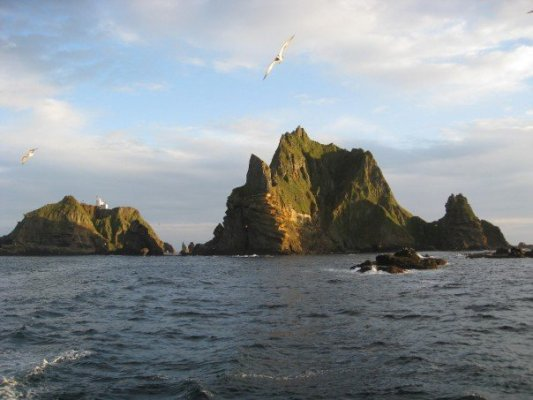
島根県竹島の女島（左）と男島（右）

李明博竹島上陸（イミョンバクたけしまじょうりく）は、2012年8月10日に大韓民国の李明博大統領が島根県・竹島に上陸したという出来事。韓国の大統領が竹島に上陸したのは、これが初めてである。この出来事は日韓関係が悪化する結果となった。

## 概要
この訪問計画は8月9日に明らかになり、日本政府はソウルの日本大使館を通じて韓国政府に対して中止を申し入れていたが、退けられた。李明博は10日午前に鬱陵島に到着、そこで昼食をとった後に竹島に向かい、午後2時前には竹島に到着し、上陸を決行した。これには韓国の崔光植文化体育観光相、劉栄淑環境相らも同行している。李明博らは約1時間半竹島に滞在した。この訪問により日韓関係は急速に悪化し、軍事情報包括保護協定（GSOMIA）や経済連携協定（EPA）をめぐる日韓間の協議は難しくなった。
この時期に訪問を決めたのは、歴史問題などでの日本に対する積もった不信感に加え大統領の求心力の喪失、大統領周囲の金銭絡みの不祥事の相次ぎ、日本支配から解放された日である8月15日以前の訪問を求める声などの存在からと見られている。李明博はさらに会見を開き、天皇の「訪韓」と「謝罪」に言及した。
日本政府はこの行動に反発し、玄葉光一郎外相は武藤正敏駐韓国大使を一時帰国させた。
韓国固有の領土であることを示すハングルで「独島」「大韓民国」「2012年夏　大統領　李明博」と刻まれた高さ約1.2メートルの「独島守護標示石」が設置され、19日に除幕式が行われた。当初は上陸した10日に除幕式が予定されていたが天候のため延期された。
イギリスメディアのデイリー・テレグラフは、これを当初「韓国大統領、日本の島訪問（South Korean leader visits Japanese islands)」として報じた。
なお、『李明博回顧録』ではこの竹島上陸について、大統領就任前から上陸の意思を持っていたと記している。

## ロンドン五輪における「独島」領有権主張
李明博の竹島上陸から数時間後、イギリスのロンドンにて行われたロンドン五輪の男子サッカー3位決定戦の試合後、朴鍾佑選手が上半身裸になった上で国旗の太極旗と一緒に「独島（竹島の韓国名）はわれわれの領土（독도는 우리 땅）」と韓国語で書かれたメッセージを掲げ、物議を醸した。